# ماني راتنام
ماني راتنام هو مخرج ومنتج هندي ولد في 2 يونيو 1956.

## روابط خارجية
ماني راتنام على موقع IMDb (الإنجليزية)
- ماني راتنام على موقع الموسوعة البريطانية (الإنجليزية)
- ماني راتنام على موقع ألو سيني (الفرنسية)
- ماني راتنام على موقع ميوزك برينز (الإنجليزية)
- ماني راتنام على موقع تيرنر كلاسيك موفيز (الإنجليزية)
- ماني راتنام على موقع أول موفي (الإنجليزية)
- ماني راتنام على موقع قاعدة بيانات الفيلم (الإنجليزية)
- ماني راتنام على موقع كينوبويسك (الروسية)